# Łanowce (gmina)
Łanowce – dawna gmina wiejska istniejąca w latach 1924–1939 w woj. wołyńskim (obecnie na Ukrainie). Siedzibą gminy były Łanowce.
Gminę Łanowce utworzono 1 stycznia 1924 roku w województwie wołyńskim, w powiecie krzemienieckim, z obszaru zniesionej gminy Pańkowce (Grzybowa, Juśkowce, Krasnołuka, Michałówka, Pańkowce i Zahorce) oraz z części gmin Wyszogródek (wsie Kraskowce i Wolica) i Białozórka (miasteczko Łanowce oraz wsie Hryńki, Małe Kozaczki, Wielkie Kozaczki i Ośniki).
25 lipca 1933, na mocy umowy między RP a ZSRR o stosunkach prawnych na granicy państwowej, podpisanej w Moskwie 10 kwietnia 1932, ostateczny protokół przebiegu granicy państwowej przekazał Pańkowce ZSRR.
1 października 1933 roku do gminy Łanowce przyłączono część obszaru zniesionej gminy Borsuki a część obszaru gminy Łanowce włączono do gminy Białozórka.
Według stanu z dnia 4 stycznia 1936 roku gmina składała się z 16 gromad. Po wojnie obszar gminy Łanowce wszedł w struktury administracyjne Związku Radzieckiego.